# Франсішку Серран
Франсі́шку Серрáн (порт. Francisco Serrão; 1521, о.Тернате) — португальський мореплавець, друг і двоюрідний брат Фернана Магеллана. Перебував в складі першої португальської експедиції на чолі з Діогу Лопішем де Секейра, яка прибула морським шляхом да Малакки і першої європейськохї експедиції до Молуккських островів.

## Біографія
Плавав під керівництвом Діогу Лопіша де Секейра в першій португальській експедиції до Малакки у 1509.
У 1511 з Фернаном Магелланом взяв участь в експедиції Антоніу де Абреу до Молуккських островів. Коли флотилія дійшла до островів Банда та запаслася мускатними горіхами, вона повернулася в Малакку. Корабель, яким командував Франсішку Серран, відокремився від флотилії і поплив далі, до північних Молуккських островів, але зазнав кораблетрощі поблизу острову Серам і його екіпаж був врятований місцевими жителями. Султан Абу-Лаїс з Тернате почув про їхню катастрофу, і, побачивши шанс об'єднатися з потужною іноземною силою, привіз їх до Тернате в 1512 році. Португальцям було дозволено побудувати на острові форт (Каштелла), будівництво якого розпочалося в 1522 році.
Серран увійшов у довіру до місцевого султана Баянсіруллаха і залишився жити на острові. В 1521 році загадково помер, можливо був отруєний за наказом султана, як припускають, за намовою португальців.

## Останні роки
З листів Серрана Фернандо Магеллан почерпнув багато відомостей про «Острови прянощів». Листи Франсішку Серрана з описами «Острови прянощів», які потрапляли в Португалію до Магеллана через португальську Малакку,  допомогли Магеллану переконати короля Іспанії профінансувати його навколосвітнє плавання в спробі досягнути ці острови пливучи на захід, а не на схід.
Проте Магелану не судилось зустрітись з Серраном. Під час навколосвітньої подорожі Магеллана, Серран загадковим чином помер у Тернате майже в той самий час, коли Магеллан був убитий зовсім неподалік на Філіппінах (на острові Мактан в провінції Себу).